# Новосёловка (Алексеевский район)
Новосёловка — хутор в Алексеевском районе (городском округе, с 2018) Белгородской области, входит в состав Алейниковского сельского поселения.

## Описание
Расположен в восточной части области, в 23 км к юго-востоку от районного центра, города Алексеевки.
| 1859 | 2002 | 2010 |
| ---- | ---- | ---- |
| 361  | ↘45  | ↘42  |

Улицы и переулки
| - ул. Центральная |

## История
Упоминается в Памятной книжке Воронежской губернии за 1887 год как "хуторъ Новоселовскій (Костогрызовка)" Алейниковской волости Бирюченского уезда. Число жителей обоего пола — 557, число дворов — 44.